# Кублановский, Михаил Наумович
Михаил Наумович Кублановский (14 апреля 1910, Мариуполь, Екатеринославская губерния — 27 января 1975, Киров) — советский театральный актёр и режиссёр.

## Биография
Родился в Мариуполе в еврейской семье. В 1921 году семья перебралась в Харьков. Отец был закройщиком, позже заведовал секцией готового платья в Харьковском торге. Сестра — Татьяна.
В 1927—1929 годах учился в вечерней театральной мастерской ХОСПС «У станка», одновременно работал обойщиком мебельной мастерской. В 1929—1931 годах — актёр и ассистент режиссёра театра «Пролеткульт» в Иваново-Вознесенске, в 1931—1935 годах — в Рыбинском театре «РАТАП», в 1935—1938 годах  — в Государственном театре юного зрителя имени А. М. Горького в Харькове. В 1938—1950 годах — вновь работал актёром и режиссёром городского драматического театра Рыбинска. 
В годы Великой Отечественной войны возглавлял театральную бригаду по обслуживанию частей действующей армии Северо-Западного, Калининского и Карельского фронтов. В 1950—1953 годах — актёром и режиссёр областного театра им. Т. Г. Шевченко в Измаиле.
С 1953 года и до конца жизни — в Кирове, актёр и режиссёр Кировского областного драматического театра (1953—1958), одновременно стал одним из создателей местного телевизионного вещания. В 1958—1972 годах — главный режиссёр Кировской студии телевидения, где снял около 20 телефильмов, в том числе «Герцен в Вятке». Руководил юношеским театром им. Ф. Кастро при Доме культуры Промкооперации («Авангард»).

## Семья
Сын — поэт Юрий Михайлович Кублановский.